# Język diebroud
Język diebroud, także: bok, dabra, taburta, taria, taworta, taworta-aero – język papuaski używany w prowincji Papua w Indonezji (dystrykt Mamberamo Hulu, kabupaten Mamberamo Raya). Należy do rodziny języków Równiny Jezior.
Według danych z 2006 r. posługuje się nim 300 osób. Znajduje się pod presją języka indonezyjskiego, potencjalnie zagrożony wymarciem w perspektywie długoterminowej.